# Heino Eller
Heino Eller (7 martie 1887, Tartu, Estonia – 16 iunie 1970) a fost un compozitor și profesor de compoziție estonian.

## Biografie
Eller s-a născut în Tartu, unde a luat primel lecții particulare de vioară și teoria muzicii, făcând parte din mai multe ansambluri și orchestre și evoluând ca solist la vioară. În 1907 a intrat la Conservatorul din Sankt Petersburg, clasa de vioară, între 1908 - 1911 urmând și studiile Facultății de Drept. În 1920 Eller a absolvit Conservatorul, redenumit acum Conservatorul din Petrograd.
Între 1920 - 1940 a fost profesor de teorie muzicală și compoziție la Școala Superioară de Muzică din Tartu, influențând puternic Școala de compoziție ce a dat naștere multor compozitori renumiți, printre care îi amintim pe Arvo Pärt și Eduard Tubin. În anul 1940 Eller este numit profesor de compoziție la Conservatorul din Tallinn unde va preda până la moartea sa, în 1970. 
În 1967 a fost decorat cu titlul de Artist al Poporului din URSS.
Ca profesor de compoziție la școala din Tartu, Eller a reușit să contrabalanseze așa-numita școală Tallinn, condusă de Artur Kapp. Talentul pedagogic versatil al lui Eller a făcut ca nenumărați elevi ai lui (Eduard Tubin, Villem Kapp, Kaljo Raid, Boris Korver, Anatoli Garshnek, Leo Normet, Valter Ojakäär, Uno Naissoo, Arne OIT, Jaan RAATS, Heino Jürisalu, Arvo Pärt, Alo Põldmäe, Lepo Sumera, Boris Parsadanian, Alfred Karindi, Eduard Oja, Rădăcini Olav și Karl Leichter) să se afirme printr-un stil propriu.
Heino Eller a fost căsătorit cu pianista cu origini evreiești Anna Kremer, executată de naziști în 1942. 

## Compoziții (selectiv)
- Koit (Dawn), poem simfonic (1915–1918, 1920)
- Videvik (Twilight), poem simfonic (1917)
- Moderato sostenuto in D minor pentru voce, viola și pian (1921)
- Elegia pentru harpă și orchestră de coarde (1931)
- Concerto in B minor pentru vioară și orchestră (1937)
- Cinci piese pentru orchestră de coarde (1953)

1. 1 2  „Heino Eller”, Gemeinsame Normdatei, accesat în 2 mai 2014
2. 1 2  Heino Eller, Nationalencyklopedin, accesat în 9 octombrie 2017
3. 1 2  Heino Eller, Discogs, accesat în 9 octombrie 2017
4. 1 2  Heino Eller, Musicalics
5. 1 2  Autoritatea BnF, accesat în 10 octombrie 2015
6. 1 2  Эллер Хейно Янович, Marea Enciclopedie Sovietică (1969–1978)[*]
7. ↑  LIBRIS, 25 septembrie 2012, accesat în 24 august 2018
8. ↑  IdRef, accesat în 11 mai 2020